# La Décade prodigieuse
La Décade prodigieuse és una pel·lícula d'assassinat i misteri de 1971 dirigida per Claude Chabrol i protagonitzada per Michel Piccoli, Anthony Perkins, Marlène Jobert i Orson Welles. Es basa en la novel·la de 1948 Ten Days' Wonder d'Ellery Queen, amb el detectiu rebatejat com a Paul Régis. És la quarta pel·lícula en què Welles i Perkins apareixen junts després de The Trial el 1962.

## Argument
Théo van Horn és el patriarca de la família van Horn. És un ésser tirànic, orgullós, que fa patir les seves còleres i els seus capricis imprevisibles als seus parents. El seu fill, Charles, li ha de retre visita. Demana al seu antic professor d'universitat, Paul Régis, que l'acompanyi. Charles té una relació amorosa amagada amb Hélène, la dona de Théo van Horn. Charles és víctima d'un xantatgista que amenaça de descobrir aquesta història. Roba diners al seu pare per fer-lo callar.

## Repartiment
- Orson Welles, Théo van Horn
- Anthony Perkins, Charles van Horn
- Marlène Jobert, Hélène van Horn
- Michel Piccoli, Paul Régis
- Guido Alberti, Ludovic van Horn
- Tsilla Chelton, la mare de Théo
- Giovanni Sciuto
- Ermanno Casanova, el vell home borni
- Vittorio Sanipoli
- Eric Frisdal
- Aline Mantovani, Hélène nen 1
- Fabienne Gangloff
- Corinne Koeningswarter, Hélène nen 2
- Dominique Zardi
- Mathilde Ceccarelli, la receptionista

## Al voltant de la pel·lícula
- Claude Chabrol cita sovint aquesta pel·lícula com la que ha perdut completament, per l' "excés d'ambició" que precisa.[2][3]
- Marcel Gotlib ha realitzat crítica il·lustrada d'aquesta pel·lícula, sobretot burlant-se del nas fals d'Orson Welles en un episodi de la sèrie de còmics Rubrique-à-brac.[4] Més tard, el mateix Claude Chabrol va reconèixer haver “sacrificat” la seva pel·lícula a la coqueteria d'aquest actor.